# Мучамел
Мучамел (шп. Muchamiel) град је у Шпанији у аутономној заједници Валенсијанска Заједница у покрајини Аликанте. Према процени из 2017. у граду је живело 24 487 становника.

## Становништво
Према процени, у граду је 2017. живело 24 487 становника.
| 2017.  |
| ------ |
| 24.487 |